# Crawfurdia tonkinensis
Crawfurdia tonkinensis là một loài thực vật có hoa trong họ Long đởm. Loài này được J.Murata ex Hul mô tả khoa học đầu tiên năm 2002.